# Dendrocalamus messeri
Dendrocalamus messeri är en gräsart som beskrevs av Ethelbert Blatter. Dendrocalamus messeri ingår i släktet Dendrocalamus och familjen gräs.
Artens utbredningsområde är Burma. Inga underarter finns listade i Catalogue of Life.